# Mistrzostwa Afryki w badmintonie
Mistrzostwa Afryki w badmintonie – zawody w badmintonie organizowane przez Badminton Confederation of Africa (BCA) wyłaniające najlepszych badmintonistów w Afryce.

## Edycje
| Edycja | Rok  | Miejsce     | Państwo   |
| ------ | ---- | ----------- | --------- |
| 1.     | 1992 | Beau Bassin | Mauritius |
| 2.     | 1996 | Lagos       | Nigeria   |
| 3.     | 1998 | Beau Bassin | Mauritius |
| 4.     | 2000 | Bauczi      | Nigeria   |
| 5.     | 2002 | Casablanca  | Maroko    |
| 6.     | 2004 | Beau Bassin | Mauritius |
| 6.     | 2006 | Algier      | Algieria  |
| 7.     | 2007 | Beau Bassin | Mauritius |
| 8.     | 2008 | Abudża      | Nigeria   |
| 9.     | 2009 | Nairobi     | Kenia     |
| 10.    | 2010 | Kampala     | Uganda    |

| Edycja | Rok  | Miejsce       | Państwo           |
| ------ | ---- | ------------- | ----------------- |
| 11.    | 2011 | Marrakesz     | Maroko            |
| 12.    | 2012 | Addis Abeba   | Etiopia           |
| 13.    | 2013 | Beau Bassin   | Mauritius         |
| 14.    | 2014 | Gaborone      | Botswana          |
| 15.    | 2017 | Benoni        | Południowa Afryka |
| 16.    | 2018 | Algier        | Algieria          |
| 17.    | 2019 | Port Harcourt | Nigeria           |

## Zwycięzcy
| Rok  | Miejsce       | Gra pojedyncza mężczyzn  | Gra pojedyncza kobiet | Gra podwójna mężczyzn                  | Gra podwójna kobiet                        | Gra mieszana                          | Drużynowo         |
| ---- | ------------- | ------------------------ | --------------------- | -------------------------------------- | ------------------------------------------ | ------------------------------------- | ----------------- |
| 1992 | Beau Bassin   | Édouard Clarisse         | Lina Fourie           | Anton Kreil Nico Meerholz              | Augusta Phillips Tracey Thompson           | Anton Kriel Lina Fourie               |                   |
| 1996 | Lagos         | Agarawu Tunde            | Obiageli Olorunsola   | Danjuma Fatauchi Agarawu Tunde         | Olamide Toyin Adebayo Obiageli Olorunsola  | Kayode Akinsanya Obiageli Olorunsola  |                   |
| 1998 | Beau Bassin   | Édouard Clarisse         | Lina Fourie           | Johan Kleingeld Anton Kriel            | Lina Fourie Monique Ric-Hansen             | Anton Kriel Michelle Edwards          |                   |
| 2000 | Bauczi        | Denis Constantin         | Amrita Sawaram        | Édouard Clarisse Denis Constantin      | Grace Daniel Miriam Sude                   | Abimbola Odejoke Bridget Ibenero      | Mauritius         |
| 2002 | Casablanca    | Abimbola Odejoke         | Juliette Ah-Wan       | Stephan Beeharrye Denis Constantin     | Chantal Botts Michelle Edwards             | Christoffel Dednam Antoinette Uys     | Południowa Afryka |
| 2004 | Beau Bassin   | Dotun Akinsanya          | Michelle Edwards      | Christoffel Dednam Johan Kleingeld     | Chantal Botts Michelle Edwards             | Orobosa Okuonghae Grace Daniel        | Południowa Afryka |
| 2006 | Algier        | Nabil Lasmari            | Juliette Ah-Wan       | Christoffel Dednam Roelof Dednam       | Michelle Edwards Stacey Doubell            | Georgie Cupidon Juliette Ah-Wan       | Południowa Afryka |
| 2007 | Beau Bassin   | Nabil Lasmari            | Grace Daniel          | Christoffel Dednam Roelof Dednam       | Chantal Botts Michelle Edwards             | Georgie Cupidon Juliette Ah-Wan       | Seszele           |
| 2008 | Abudża        | Odwołano                 | Odwołano              | Odwołano                               | Odwołano                                   | Odwołano                              | Odwołano          |
| 2009 | Nairobi       | Ola Fagbemi              | Juliette Ah-Wan       | Ola Fagbemi Jinkan Ifraimu             | Grace Daniel Gideon Mary                   | Ola Fagbemi Grace Daniel              | Nigeria           |
| 2010 | Kampala       | Jinkan Ifraimu           | Hadia Hosny           | Ola Fagbemi Jinkan Ifraimu             | Michelle Edwards Annari Viljoen            | Dorian James Michelle Edwards         | Południowa Afryka |
| 2011 | Marrakesz     | Jinkan Ifraimu           | Stacey Doubell        | Dorian James Wiaan Viljoen             | Michelle Edwards Annari Viljoen            | Wiaan Viljoen Annari Viljoen          | Południowa Afryka |
| 2012 | Addis Abeba   | Jacob Maliekal           | Grace Gabriel         | Dorian James Wiaan Viljoen             | Michelle Edwards Annari Viljoen            | Dorian James Michelle Edwards         |                   |
| 2013 | Beau Bassin   | Jacob Maliekal           | Grace Gabriel         | Andries Malan Willem Viljoen           | Juliette Ah-Wan Allisen Camille            | Willem Viljoen Michelle Butler-Emmett | Południowa Afryka |
| 2014 | Gaborone      | Jacob Maliekal           | Kate Foo Kune         | Andries Malan Willem Viljoen           | Kate Foo Kune Yeldy Louison                | Willem Viljoen Michelle Butler-Emmett | Południowa Afryka |
| 2017 | Benoni        | Adel Hamek               | Kate Foo Kune         | Koceila Mammeri Youcef Sabri Medel     | Michelle Butler-Emmett Jennifer Fry        | Andries Malan Jennifer Fry            | Egipt             |
| 2018 | Algier        | Georges Paul             | Kate Foo Kune         | Mohamed Abderrahime Belarbi Adel Hamek | Juliette Ah-Wan Allisen Camille            | Koceila Mammeri Linda Mazri           |                   |
| 2019 | Port Harcourt | Anuoluwapo Juwon Opeyori | Dorcas Ajok Adesokan  | Koceila Mammeri Youcef Sabri Medel     | Dorcas Ajoke Adesokan Uchechukwu Debo Ukeh | Koceila Mammeri Linda Mazri           | Nigeria           |